# Puente del Tortorio
El puente del Tortorio se encuentra situado en la localidad de Camijanes, sobre el río Nansa, en un camino vecinal dirección a Cabanzón, dentro del municipio de Herrerías, en Cantabria (España).

## Descripción
Se trata de una construcción que data del año 1761, según consta en una piedra grabada junto al puente.
Es un puente de un solo ojo con forma de "lomo de asno", (la parte central del puente se encuentra ligeramente elevada con respecto a los extremos). Destaca la colocación de barandillas metálicas en lugar de los tradicionales pretiles.

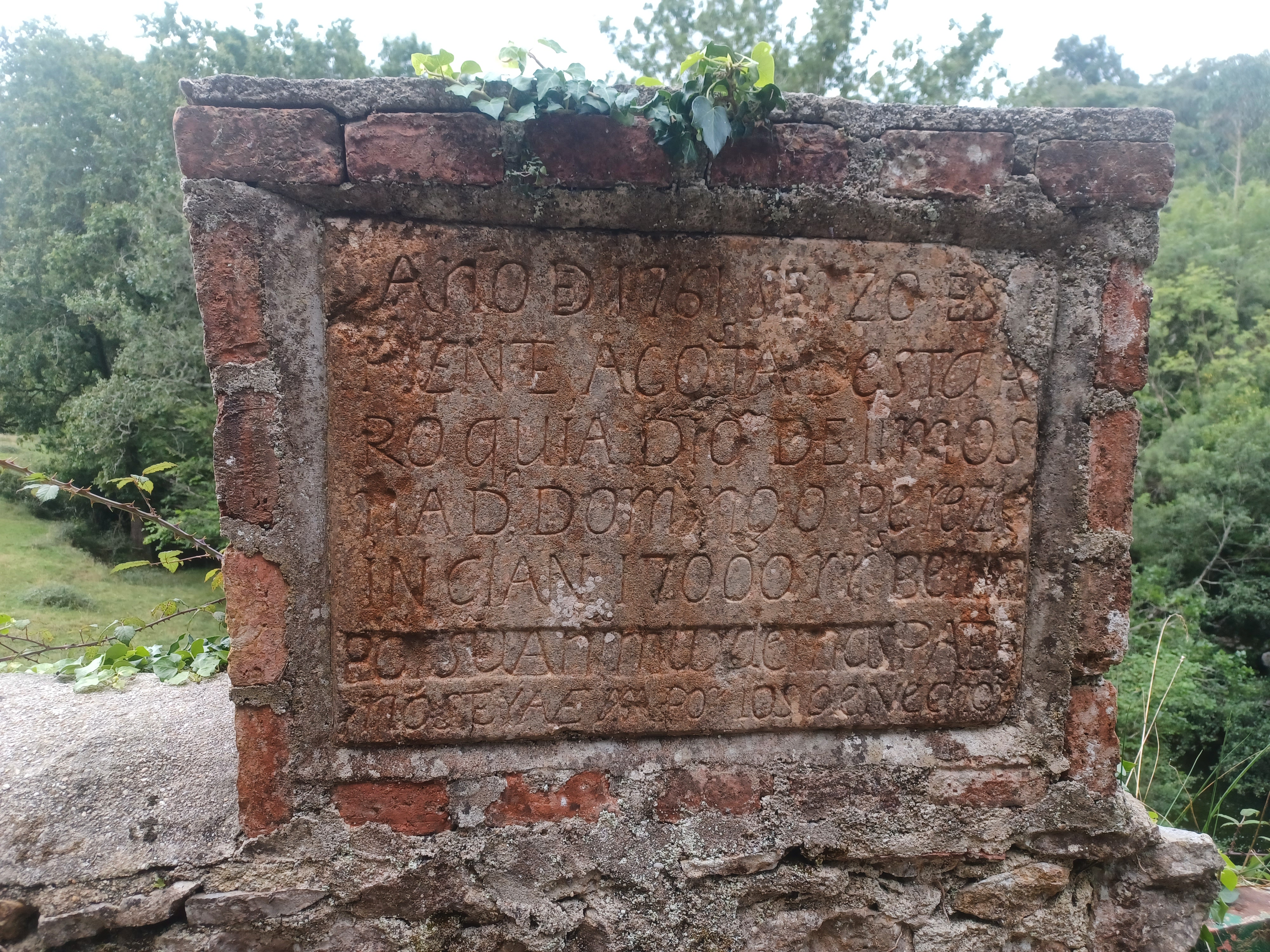

## Datos técnicos
- Está construido en mampostería careada a base de piedra, mortero y material metálico.
- Su longitud con estribos es de 56,5 metros, y sin estribos de 41,5 metros.
- Altura del arco 12 metros en el punto central.
- La anchura del tablero es de 3,2 metros.

- Datos: Q6091613